# Lihyan
L'ancien royaume de Lihyan, ou Lihyân, des Lihyanites, se trouvait dans l'oasis d'Al-'Ula d'aujourd'hui, à environ 150 km au sud-ouest de Tayma au nord-ouest de l'Arabie saoudite, sur la route de l'encens. 
Les inscriptions retrouvées remontent aux VIe et IVe siècles av. J.-C.. La capitale nommée dans la Bible est Dedan. 
La langue lihyanique est considérée comme un dialecte du nord-arabique. D'autres dialectes, désormais évincés, sont le 
safaitique, le thamudique, et l'hasaitique d'Al-Hassa. Après l'établissement du califat, ces dialectes ont été supplantés par le haut-arabe, également un dialecte nord-arabe.